# كورايوشي (توتوري)
مدينة كورايوشي (بالإنجليزية: Kurayoshi)‏ هي أحد المدن التابعة لمحافظة توتوري. تأسست رسميًا في 01/10/1953. ويقدر عدد سكانها بـ 51453 نسمة حسب تقدير مكتب الإحصاء الياباني لعام 2012. تبلغ مساحة كورايوشي 272.15 كم2. بكثافة سكانية تبلغ 189 نسمة/كم2.

## توأمة
لكورايوشي (توتوري) اتفاقيات توأمة مع كل من:
- ماتسودو
- ناجو

## معرض صور

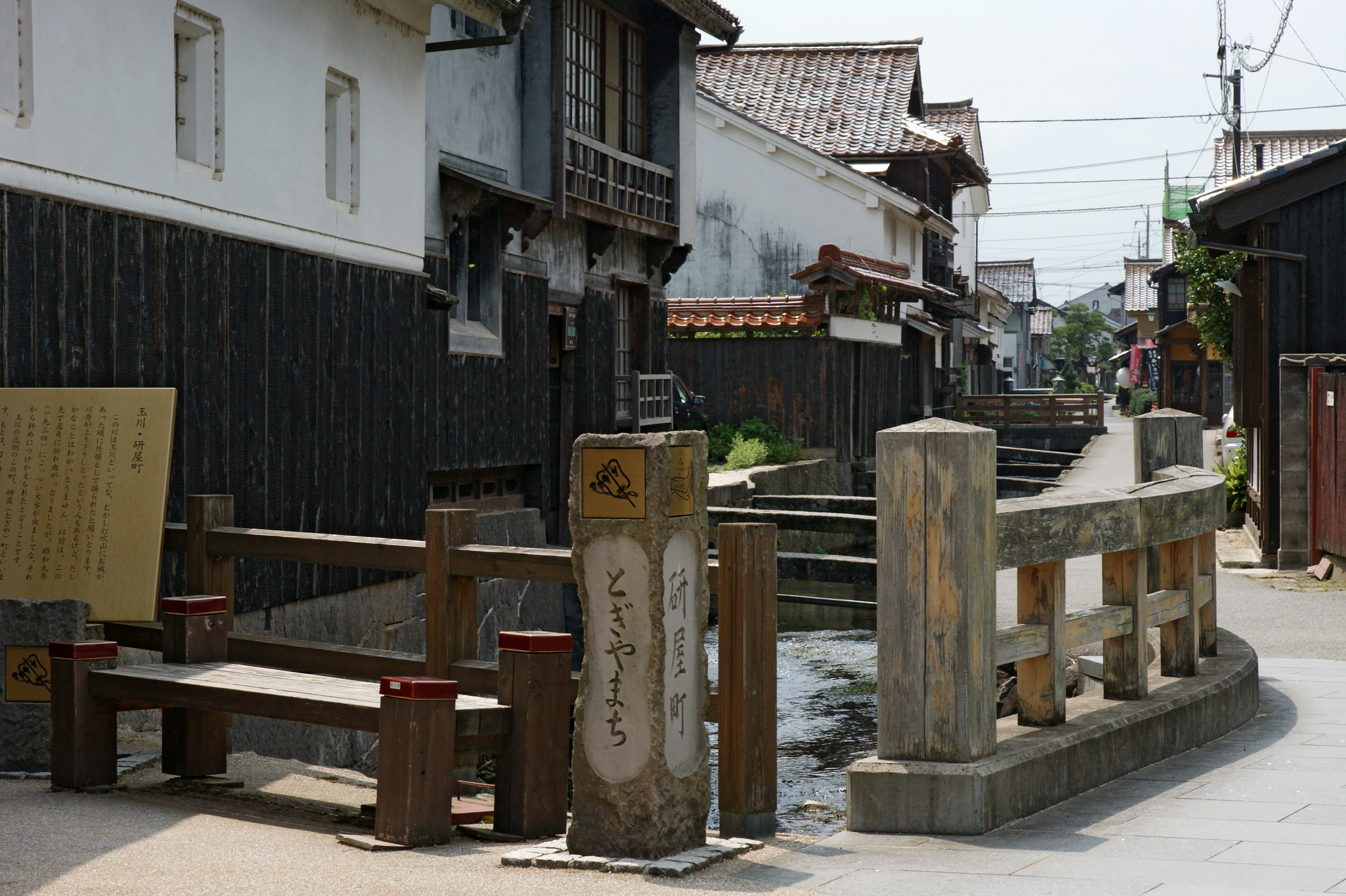
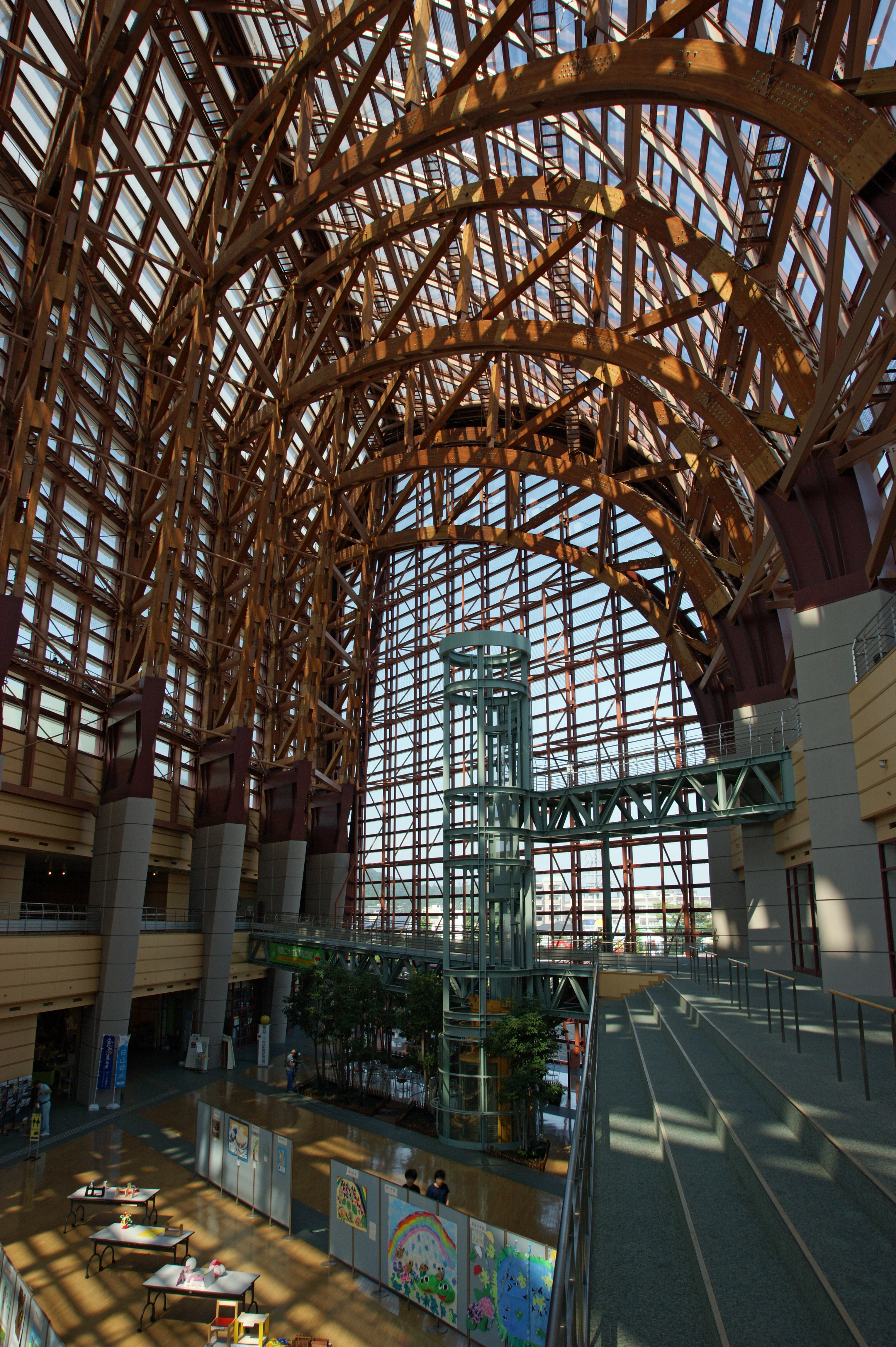
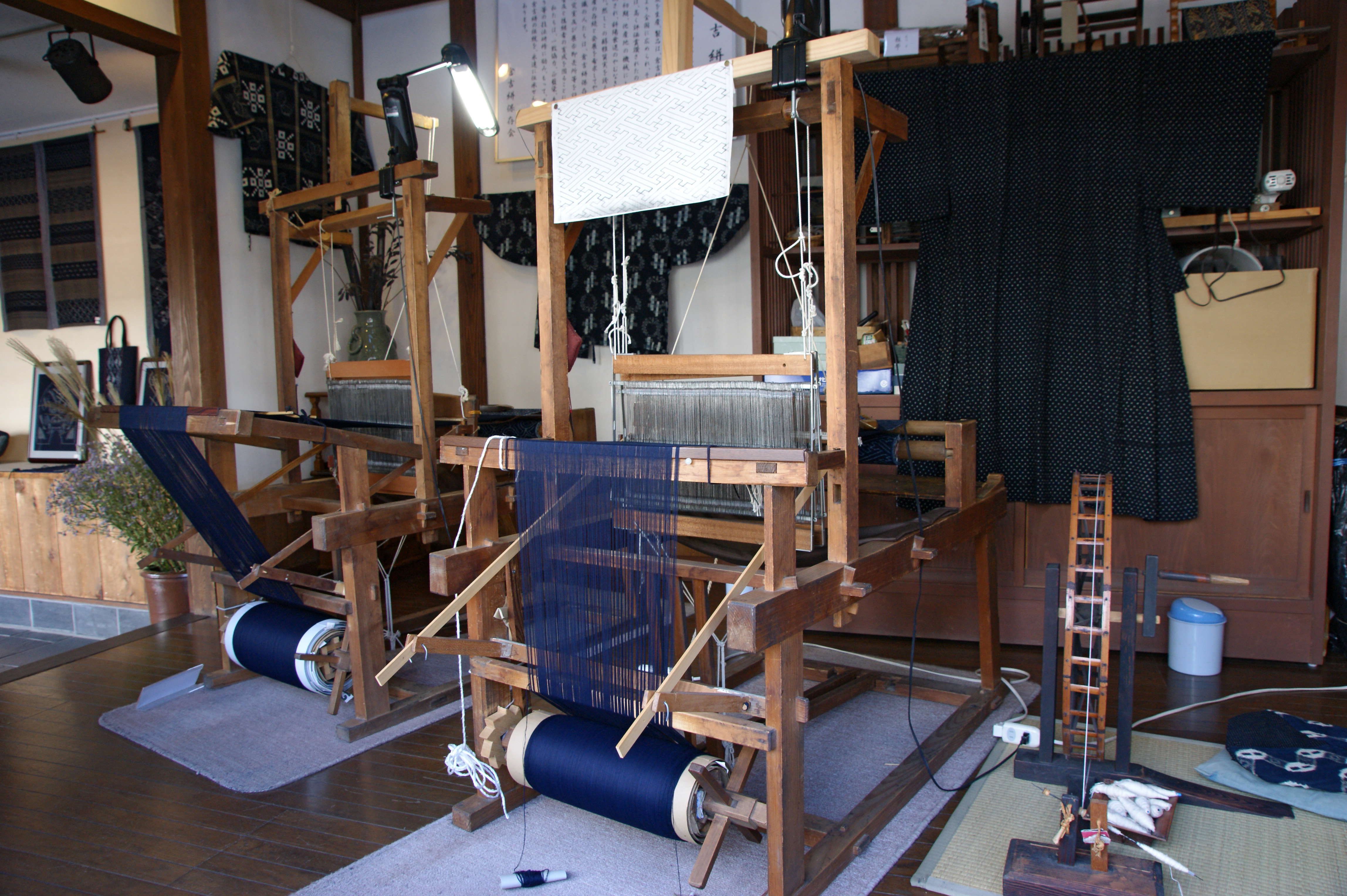